# Sigeberht I van Essex
Sigeberht I (ook wel Sigberctus Parvus, Sigeberht de Kleine of Sigebryht genoemd; ? - ca. 650) was van ca. 617 tot ca. 650 koning van het Angelsaksische koninkrijk Essex.

## Leven

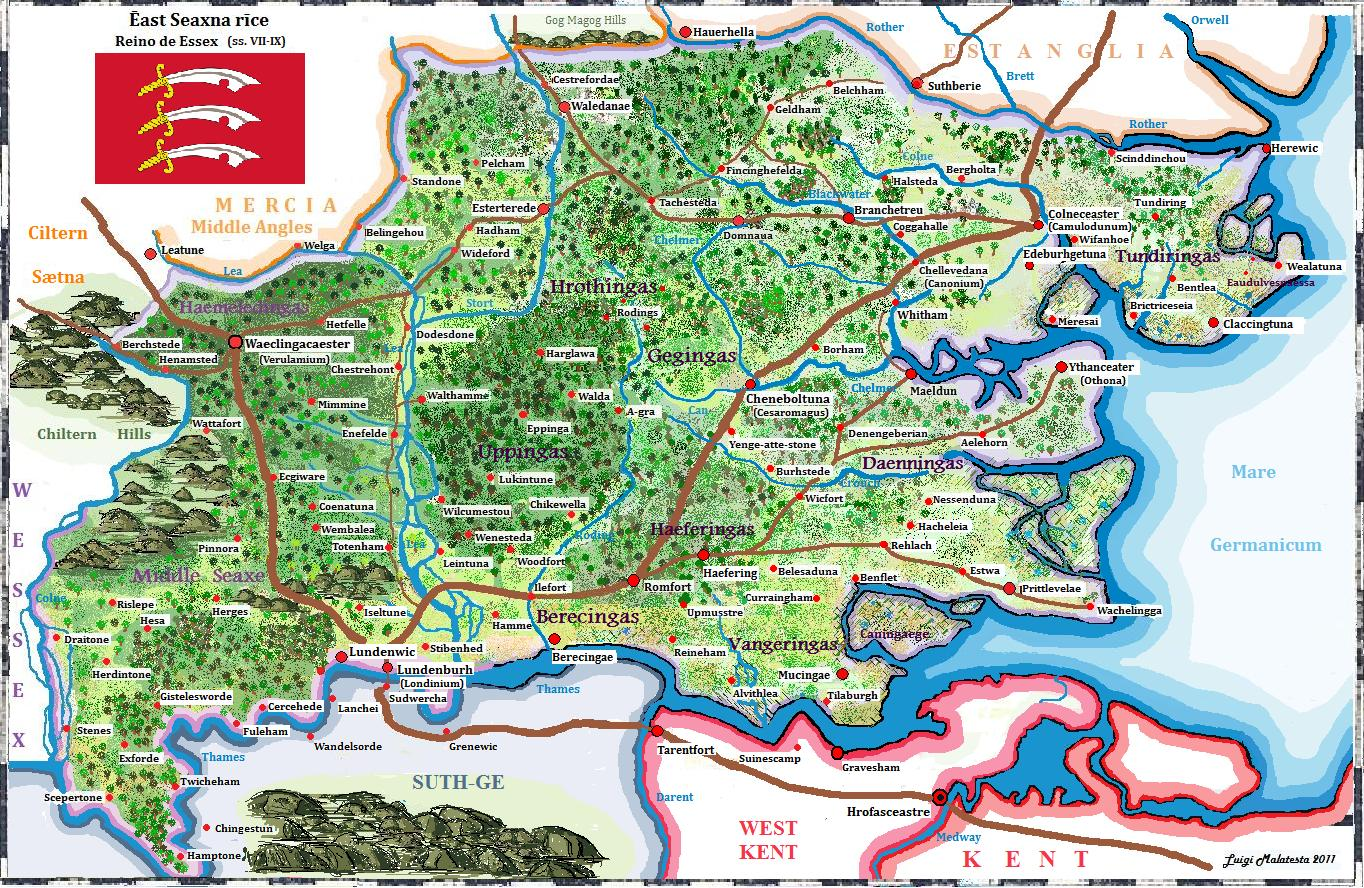
Essex in de vroege Angelsaksische periode.

Sigeberht, zoon van Sæward, besteeg in 617 de troon, nadat zijn vader en oom, Sexred, in een slag tegen de West-Saksen waren gedood geworden. Ondanks zijn lange regeringstijd liet hij praktisch geen sporen in de geschiedenis na. Na zijn dood omstreeks 650 besteeg Sigeberht II de troon.
Volgens Willem van Malmesbury, een geschiedschrijver van de 12e eeuw, was de latere koning Sighere (ca. 664-ca. 690) een zoon van Sigeberht I van Essex.